# Against (álbum de Sepultura)
Against —en español: Contra — es un álbum de la banda de thrash metal Sepultura lanzado en 1998, después del álbum Roots. En él participan artistas externos a la banda. Es el primer álbum con el cantante Derrick Green reemplazando a su anterior vocalista y miembro fundador Max Cavalera que se alejó de la banda en 1997.
Cuando Max Cavalera se retiró de la banda, el público temió una separación definitiva del grupo, sin embargo, los tres miembros restantes anunciaron su decisión de continuar juntos. Tras una extensa búsqueda, la banda eligió como nuevo cantante a Derrick Green, natural de Cleveland, Ohio.
Against, salió a la venta en octubre de 1998 y fue recibido con frialdad por la crítica musical. Su recepción comercial fue peor que la de sus dos anteriores trabajos y vendió la mitad de copias que el álbum debut de Soulfly, sacado a la venta ese mismo año. Choke fue el único sencillo del disco con video musical, dirigido por Raul Machado.

## Canciones
1. Against - 1:56
2. Choke - 3:40
3. Rumors - 3:05
4. Old Earth - 4:30
5. Floaters In Mud - 5:00
6. Boycott - 3:12
7. Tribus - 1:40
8. Common Bonds - 3:00
9. F.O.E - 2:10
10. Reza - 2:20
11. Unconscius - 3:40
12. Kamaitachi - 3:04
13. Drowded Out - 1:30
14. Hatred Aside. (Con Jason Newsted, ex-bajista de Metallica) - 5:15
15. T3rcermillennium - 3:56
16. Gene Machine/Don't Bother Me
17. Prenuncion...

## Integrantes
- Igor Cavalera - batería
- Andreas Kisser - guitarra
- Derrick Green - voz
- Paulo Jr. - bajo

- Datos: Q1070149